# Drapeau des îles Cocos
 (septembre 2024).
Si vous disposez d'ouvrages ou d'articles de référence ou si vous connaissez des sites web de qualité traitant du thème abordé ici, merci de compléter l'article en donnant les références utiles à sa vérifiabilité et en les liant à la section « Notes et références ».

Drapeau des Îles Cocos, adopté le 6 avril 2004.

Le drapeau des Îles Cocos a été créé en 2003, et adopté le 6 avril 2004. Il a été conçu  par le siège de l'administrateur de l'île, pour une utilisation non officielle.
Il est constitué d'un tissu de couleur verte frappé dans le canton supérieur à la hampe d'un disque doré ou jaune portant un palmier ou un cocotier. Au centre du drapeau est représenté un croissant (lune décroissante) doré ouvert sur la partie flottante. Il fait probablement référence à l’islam, religion majoritaire sur l’archipel. Enfin, dans la partie flottante du drapeau sont figurées les cinq étoiles d'or de la constellation de la Croix du Sud comme sur le drapeau de l'Australie.

L’union du croissant et des cinq étoiles atteste la proximité bienveillante qu'entretiennent les musulmans et les chrétiens des Îles Cocos.